# もろこずし
もろこずしは、愛知県尾張地域、岐阜県西濃地域の郷土料理。川魚のモロコ（デメモロコ、タモロコ、コウライモロコなど）を使用した箱寿司である。
木曽川、長良川、揖斐川のある西濃地域、細い川が流れる尾張地域は水郷地帯であり、川魚を用いた郷土料理も多い。もろこずしも水郷地帯で豊富に獲れたコイ科の淡水魚を用いた郷土料理である。近年では水質汚染などによってモロコの収穫量も減り価格高騰となったため、ハヤで代用されることもある。
モロコと呼ばれる川魚はコイ科であり、体長10センチメートルほどに成長するが、もろこずしに使われるのは体長5センチメートルほどの小型のものである。モロコを醤油、味醂などで甘辛く煮漬け、ハランの葉を箱に敷いた四角い木枠の中の寿司飯を詰め、その上にモロコの煮付けを置いて上から押してつくる。尾張ではモロコを斜めに配置する。ハランの葉には木枠と酢飯がくっつくのを防ぐ効果と殺菌効果がある。
祭りや祝い事などのハレの日に作られるが多い。また、法事の引き出物としても作られる。尾張津島天王祭の頃になると飲食店にもろこずしの予約が殺到する。